# 1935 în științifico-fantastic
- 1934 în științifico-fantastic — 1935 în științifico-fantastic — 1936 în științifico-fantastic

1935 în științifico-fantastic a implicat o serie de evenimente:

## Nașteri și decese

### Nașteri
- Otakar Chaloupka
- Erich von Däniken
- Terrance Dicks (d. 2019)
- Hermann Ebeling
- R. Lionel Fanthorpe
- Arnold Federbush (d. 1993)
- Sheila Finch
- Wladimir W. Grigorjew
- Isidore Haiblum (d. 2012)
- Per Christian Jersild
- Vincent King (d. 2000)
- Sarah Kirsch (d. 2013)
- Olga Larionowa
- Richard A. Lupoff
- Jack McDevitt
- Kenzaburō Ōe
- Jeremei Parnow (d. 2009)
- Tom Reamy (d. 1977)
- Keith Roberts (d. 2000)
- Josephine Saxton
- Charles Sheffield (d. 2002)
- Robert Silverberg
- D. M. Thomas
- Manfred Wegener (d. 1999)
- Charlotte Winheller, (d. 1995)
- Karl von Wetzky (d. 2001)
- Paul O. Williams (d. 2009)

### Decese
- Joseph Delmont (Pseudonimul lui Josef Pollak; n. 1873)
- Robert Fuchs-Liska (n. 1870)
- Ferdinand Grautoff (n. 1871)
- Max Möller (n. 1854)
- Robert Saudek (n. 1880)
- Amanda Sonnenfeld (Pseudonim folosit: Amanda Sonnenfels; * 1868)
- Kurt Tucholsky (n. 1890)
- Stanley G. Weinbaum (n. 1902)
- Konstantin Țiolkovski (n. 1857)

## Filme
| Titlu                                       | Regizor                      | Distribuție                                                            | Țara                                      | Sub-Gen /Note         |
| ------------------------------------------- | ---------------------------- | ---------------------------------------------------------------------- | ----------------------------------------- | --------------------- |
| Aerograd                                    | Aleksandr Dovzhenko          | Stepan Shagaida, Sergei Stolyarov, Yevgeniya Melnikova                 | Uniunea Republicilor Sovietice Socialiste |                       |
| Air Hawks                                   | Albert S. Rogell             | Ralph Bellamy, Tala Birell, Wiley Post                                 | Statele Unite ale Americii                | [ 2 ]                 |
| Bride of Frankenstein                       | James Whale                  | Boris Karloff, Colin Clive, Valerie Hobson, Elsa Lanchester            | Statele Unite ale Americii                |                       |
| Kosmicheskiy reys: Fantasticheskaya novella | Vassili Jouravlev            | Sergei Komarov, Vassily Kovrigin, Nikolai Feoktistov, Xenia Moskalenko | Uniunea Republicilor Sovietice Socialiste |                       |
| The Lost City                               | Harry Revier                 | William "Stage" Boyd, Kane Richmond, Claudia Dell, Josef Swickard      | Statele Unite ale Americii                | Serial cinematografic |
| The Phantom Empire                          | Otto Brower, B. Reeves Eason | Gene Autry, Frankie Darro, Betsy King Ross                             | Statele Unite ale Americii                | Serial cinematografic |
|                                             |                              |                                                                        |                                           |                       |